# Wessel VI van Boetzelaer
Wessel VI van Boetzelaer, heer van Langerak en Asperen (1500-1575)  was een calvinistische edelman die betrokken was in de Geuzenopstand in de Spaanse Nederlanden. 

## Leven
Hij was een zoon van Rutger V van Boetzelaer en Bartha van Arkel van Heukelom († 1558). In 1519 trouwde hij met Françoise van Praet (ca. 1505-1562) en in 1545 werd hij met Langerak beleend. Hij behoorde tot de ridderschap van Utrecht. Boetzelaer en zijn vrouw verwijderden zich van de katholieke leer en hun domeinen werden een oord voor wederdopers en reformatoren. In 1566 onderschreef hij met vier van zijn zonen (Daniël, Otto, Rutger en Wessel) het Eedverbond der Edelen. Hij was op 5 april in Brussel voor de overhandiging van het Smeekschrift der Edelen aan landvoogdes Margaretha van Parma. In de zomer liet hij de beeldenstormers te keer gaan in Asperen en hij verleende de troepen van Hendrik van Brederode toegang tot de stad. De Raad van Beroerten veroordeelde hem in 1568 tot eeuwige verbanning en verbeurdverklaring van goederen. In 1574 werd hij uitgesloten van het Algemeen pardon. Blijkbaar is hij toch kunnen terugkeren, want in 1575 stierf hij te Rossum. Hij werd begraven in Appeldorn bij het stamslot Boetzelaer. Ook kreeg hij een graf in Asperen, misschien omdat zijn resten er na de Pacificatie van Gent heen zijn gebracht.

## Familie
Met zijn vrouw Françoise van Praet (ca. 1505-1562) had Boetzelaer zeker zeven kinderen, die eveneens deelnamen aan de Opstand en doorgaans verbanningen opliepen:
- Floris van Boetzelaer (ca. 1520 - voor 1575), heer van Langerak en Carnisse, getrouwd met Odilia van Flodorp
- Daniël van Boetzelaer (ca. 1525-1591), heer van Merwede en Moerkerken, ongehuwd
- Otto van Boetzelaer (1530 - voor 1588), getrouwd met Catharina Ghiselin of Gijzels
- Catharina van Boetzelaer († na maart 1567), getrouwd met Jacob van Vlaanderen
- Rutger VI van Boetzelaer (1534-1604)
- Lodewijk van Boetzelaer (ca. 1535), getrouwd met Hillegonde van Kamphuisen
- Wessel VII van Boetzelaer († 1567), getrouwd met Elizabeth van Bronkhorst-Batenburg en gesneuveld in de Slag bij Oosterweel

Daarnaast had hij bij Judith van Helmont nog een buitenechtelijke zoon Wessel, zijn tweede met die naam.